# The Final Cut (фильм)
«Окончательный монтаж» или «Последняя рана» (англ. Pink Floyd The Final Cut ) — короткометражный фильм, основанный на четырёх песнях одноимённого альбома группы Pink Floyd, выпущенный в 1983 году. Главную роль в фильме сыграл шотландский актёр Алекс МакЭвой. Основная тема фильма состоит в развитии одной из тем альбома — истории учителя, ветерана Второй мировой войны, потерявшего своего сына во время Фолклендской войны. Фильм тесно связан с фильмом Pink Floyd The Wall.

## Сюжет
Учитель, ветеран Второй мировой войны потерял сына. C самого утра он гнался за призрачным образом своего сына, под вечер он возвращается домой, где решает провести всю ночь в своих раздумьях, размышляя о всём происходящим с ним за весь прошедший день. 
Результатом его размышлений стало наступление нового дня после бессонной ночи и тяжкий груз воспоминаний.

## Бонусные материалы
Дополнительно на сайте и на диске фильма был размещен видеоклип на сингл «When the Tigers Broke Free». Клип представляет собой несколько перемонтированных моментов фильма Pink Floyd The Wall. Также в качестве клипа к альбому The Final Cut был использован видеоматериал песни «Not Now John» (видеоверсия вырезанная из фильма).

### When the Tigers Broke Free
Рассказывает историю мальчика (Пинка) потерявшего своего отца. В видеоклипе рассматриваются две сюжетных линии Пинка и его погибшего отца во время Второй мировой войны. Клип использует перемонтированные эпизоды из фильма Pink Floyd The Wall.

### Not Now John
Клип создан из фильма The Final Cut, позже выступал как самостоятельный. Сюжет клипа разворачивается на западном заводе, где халатность рабочих доводит юного японского рабочего до суицида. В заключительных кадрах появляется учитель (герой Алекса МакЭвоя).

## В ролях
- Алекс МакЭвой — отец погибшего солдата
- Роджер Уотерс — пациент психиатрической лечебницы «Мемориальный дом Флетчера»

## Песни в фильме
| Композиция                 | Изменения     |
| -------------------------- | ------------- |
| The Gunner’s Dream         | перемиксована |
| The Final Cut              | перемиксована |
| Not Now John               | перемиксована |
| The Fletcher Memorial Home | перемиксована |